# Hinaki Yano
Hinaki Yano (矢野 妃菜喜 Yano Hinaki?, 5 de marzo de 1997) es una seiyū y cantante japonesa afiliada a Sony Music Artists. Yano comenzó su carrera como idol en Stardust Promotion en 2008 y en 2010 se convirtió en miembro de Shiritsu Ebisu Chugaku. Luego de su salida del grupo en 2011, se convirtió en miembro de varios grupos y bandas de idols. 
Después de comenzar una carrera como actriz de voz, fue elegida para  Love Live! Nijigasaki High School Idol Club como Yu Takasaki, Wonder Egg Priority como Momoe Sawaki y Selection Project como Suzune Miyama.

## Biografía
Yano nació en la prefectura de Hyōgo el 5 de marzo de 1997. Comenzó sus actividades como idol en 2008 cuando se convirtió en miembro del grupo Piecees. Al año siguiente, se convirtió en miembro del grupo Momonaki. En 2010, se convirtió en miembro de Shiritsu Ebisu Chugaku, antes de dejar el grupo en 2011.
Luego de su salida de Shiritsu Ebisu Chugaku, Yano se mudó a Sony Music Artists y comenzó a usar el nombre artístico de Hinaki Tsukikage. Se involucró en varios grupos y actividades, como ser miembro del café de colaboración de anime Shirobaco y servir como vocalista principal de la banda Dusty Fruits Club. También comenzó una carrera como actriz de voz, apareciendo en varios videojuegos y doblajes extranjeros. En el 2020, obtuvo su primer papel importante en el anime como Yu Takasaki en  Love Live! Nijigasaki High School Idol Club. En 2021, interpretó los papeles de Kitasan Black en Uma Musume Pretty Derby 2nd Season, Momoe Sawaki en Wonder Egg Priority y Suzune Miyama en Selection Project.

## Filmografía

### Anime
2019
- The Price of Smiles: Emma[1]

2020
- Love Live! Nijigasaki High School Idol Club: Yu Takasaki[3]

2021
- Uma Musume Pretty Derby 2nd Season: Kitasan Black[4]
- Wonder Egg Priority: Momoe Sawaki[5]
- Selection Project: Suzune Miyama[6]

2022
- Love Live! Nijigasaki High School Idol Club Temporada 2: Yu Takasaki[3]

2023
- Kizuna no Allele: Halle[7]

2024
- Kono Sekai wa Fukanzen Sugiru: Nikola[8]